# 西区 (新潟市)
西区（にしく）は、新潟市を構成する行政区のひとつ。

## 概要
2005年の大合併前から新潟市域であった地域のうち最西部にあたり、旧坂井輪地区事務所管内、旧西地区事務所管内（内野、赤塚、中野小屋地区）、旧黒埼支所管内（旧黒埼町域）に相当する地域で主に構成される。区役所は旧坂井輪地区事務所の建物を使用している。
なお、区の境界は合併前の市町村界や管轄界と一部一致していない箇所があるため、前述のほか以下の地域が含まれる。
- 旧本庁管内であった関屋地区のうち関屋堀割町（関屋分水路左岸、西側）　※ 右岸、東側は中央区域
- 2005年に新潟市に編入した旧巻町域のうち四ツ郷屋　※ その他は西蒲区域
- 2005年に新潟市に編入した旧西川町域のうち與兵衛野新田の飛地　※ その他は西蒲区域

西区の特色としては、郊外型の住宅地であると同時に、大学等の高等教育・研究機関が複数立地する文教地区である。国立大学の新潟大学と複数の私立大学（短期大学含む）が設置されており、五十嵐・大学南・坂井砂山地区周辺は典型的な学生街となっている。また郊外型のショッピングセンター等商業施設も多く、産業流通・学術文化・住宅地がバランス良く発展している。
面積
面積は全8区のうち5番目の広さ。 新潟市の全面積の約13%を占める。
人口
人口は全8区中、中央区に次いで2番目に多い。 新潟市の全人口の約20%を占める。現在の西区の区域である新潟市坂井輪・西地区では1960年代後半から住宅開発が活発化し、鉄道と幹線道路に沿う形で市街地化が進んだ（詳細は後述）。
イメージカラー
夕日と区民の活力をイメージして「サンセットオレンジ」。市が2007年（平成19年）3月に策定した「新・新潟市総合計画」で示された区の将来像は『都市と農村が共生する、うるおいの居住環境と優れた学術環境に育まれるまち』。

## 地理

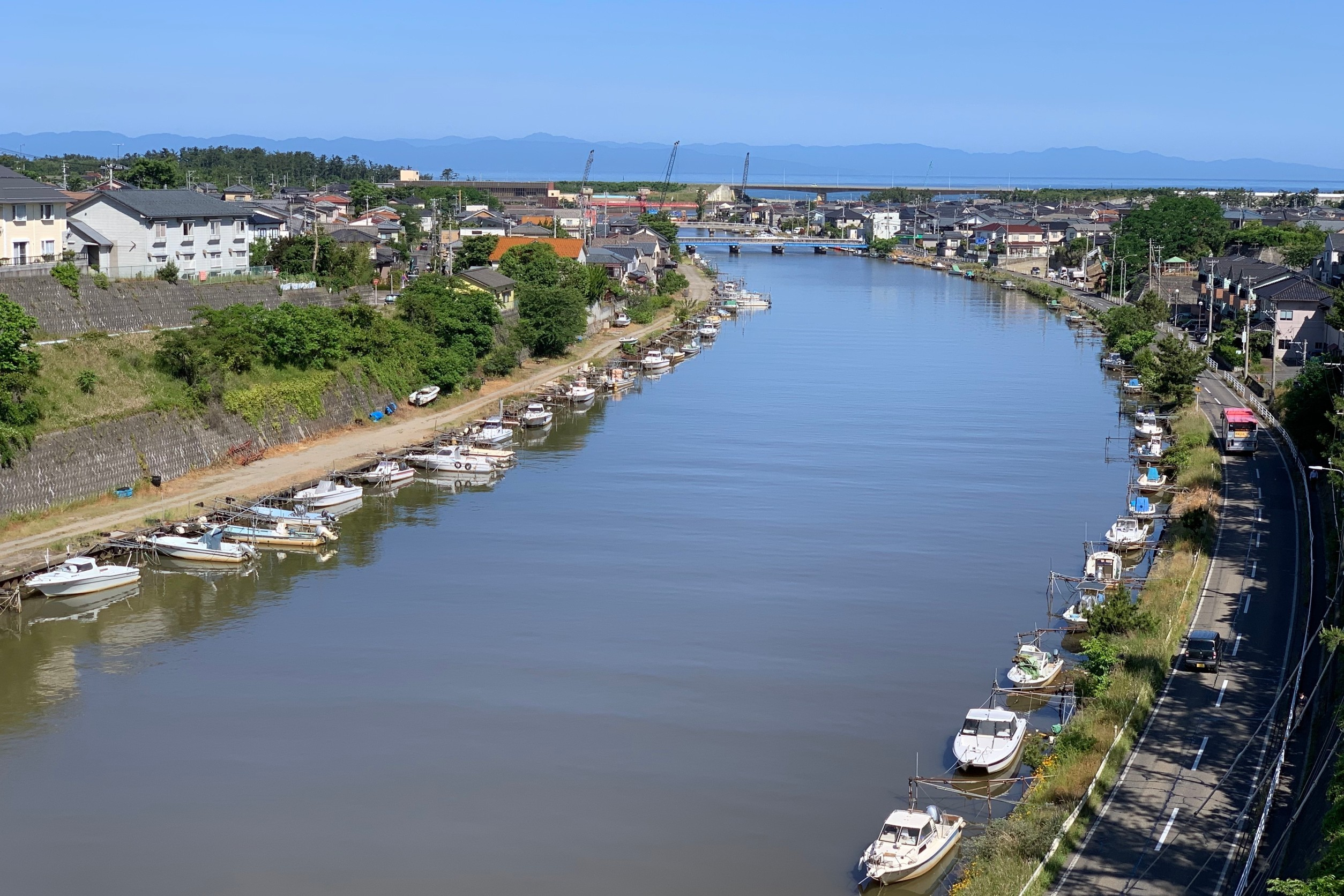
新川と新潟砂丘

新潟県の北西部、信濃川・関屋分水路とその支流である中ノ口川の西に位置し、区内を新川が縦断、西川が横断している。海岸沿いの地区は新潟砂丘のため比較的標高が高くなっているが、それ以外は平坦な水田地帯となっている。

## 地域
西区には内野や大野といった古くからの商業集積地をはじめとする生活拠点が区内各地にあるものの、区全体から人が集まる中心市街地は特にない。旧新潟市域のうち国道402号、新潟市道曽和インター信濃町線（西大通り、旧116号）、JR越後線、県道16号（旧116号・弥彦街道）、市道大堀線（大堀幹線。かつての大堀幹線排水路上に整備されたことに由来する）などの鉄道・幹線道路を中心に、中央区に接する青山から小針、寺尾、坂井を経由して内野西部に至る間、いわゆる坂井輪・内野地区のほぼ一帯が住宅地となっており、市内中心部のベッドタウンとして機能している。これらはかつて畑地と水田だったが、1960年代後半から急速に市街地化・宅地化が進捗したものである。青山、小新、小新大通、槇尾など、地区内には郊外型の大型ショッピングセンターがいくつかある。

### 地区

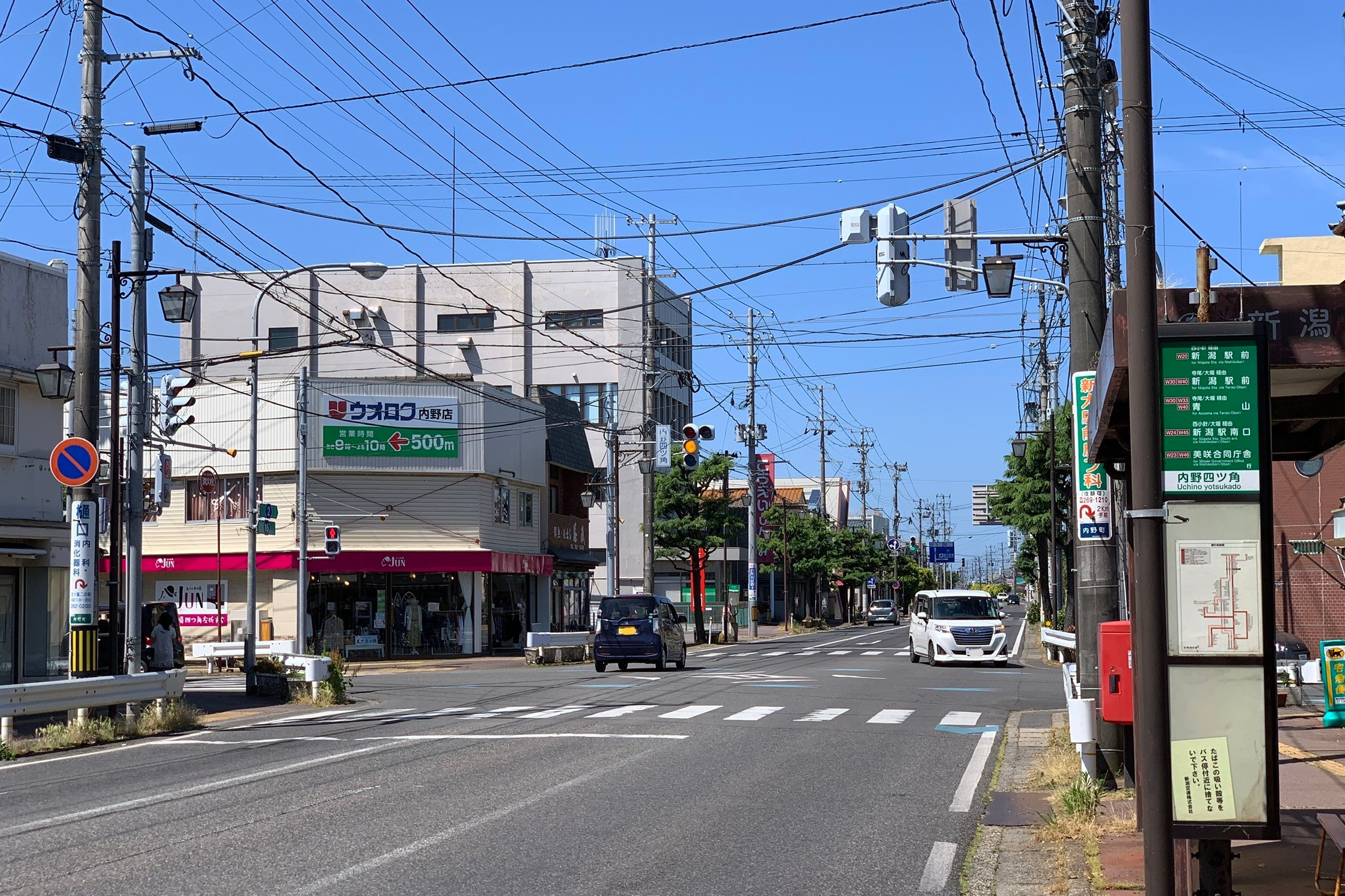
「内野四ツ角」交差点（2020年6月）

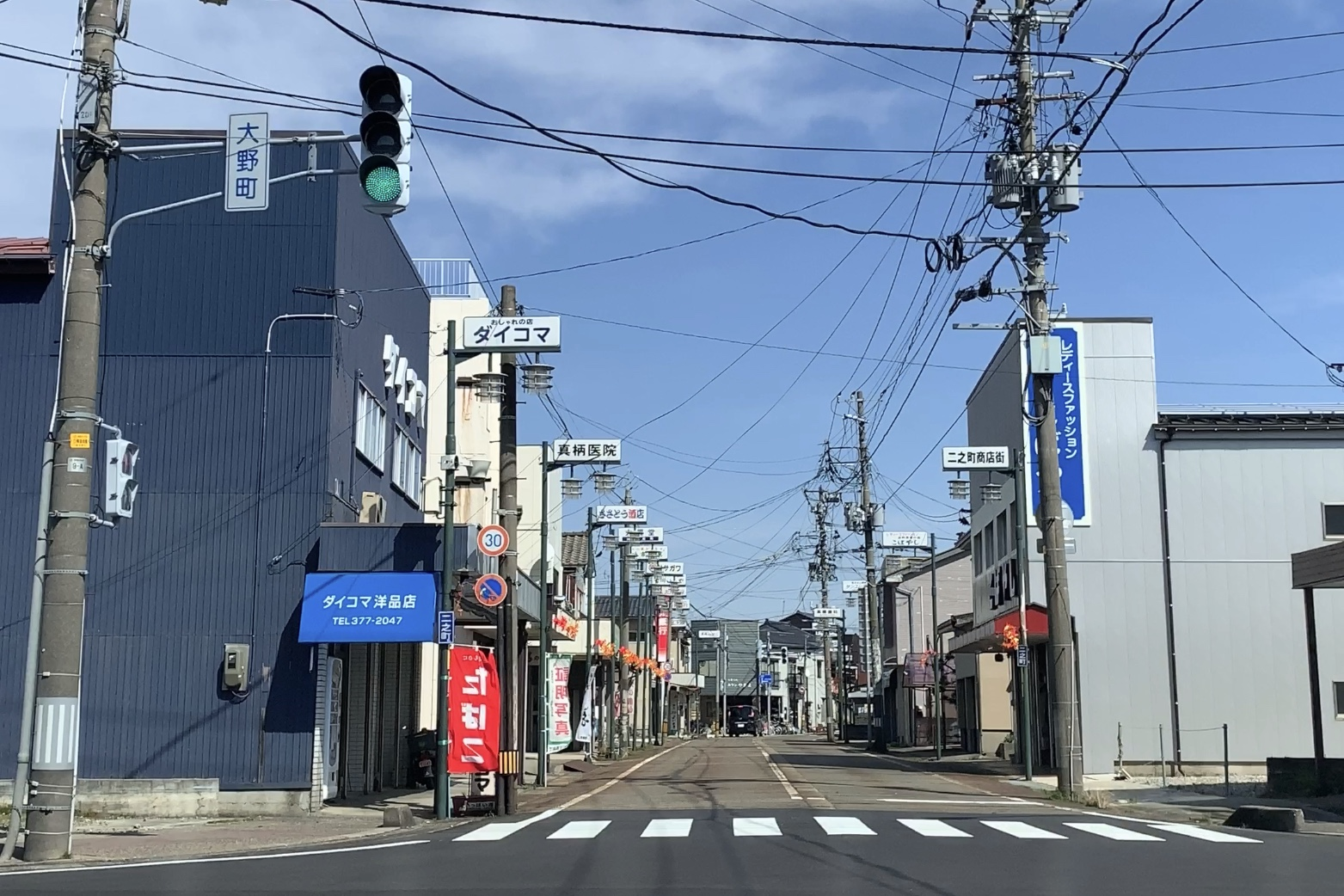
大野町の商店街

坂井輪地区
1960年代前半までは、旧内野町の中心地である内野町の市街地が最も大きく、行政・商業の中心地でもあった。しかし1960年代後半以降、市内中心部により近い坂井輪地区（青山、小針、寺尾）で住宅地開発が急速に進捗。人口も後に坂井輪地区が内野地区を抜いて西地区最大となった。坂井輪地区はのちに西地区から分割して単独の地区割りとなり、寺尾地内に坂井輪地区事務所が設けられた（現在の西区役所分館）。1980年代に入ると、内野町中心部にあった内野町郵便局は老朽化した上、施設・設備が手狭となり毎日集配される莫大な郵便物を処理しきれなくなったことから、新たな集配局として新潟西郵便局が寺尾朝日通地内に設けられた（これに伴い、もとの新潟西郵便局は新潟中郵便局に改称した）。さらに内野警察署も1962年（昭和37年）に坂井砂山に移転新築し「新潟西警察署」に改称した（その後、さらに手狭となったため郊外の流通センターに移転。現在旧西警察署庁舎は県警機動捜査隊庁舎に転用された）。1984年（昭和59年）には国鉄（当時）越後線が全線電化を果たして運行本数も大幅に増加、鉄道の利便性も大幅に向上した。こうした坂井輪地区の開発進捗には、1964年（昭和39年）の新潟地震で坂井輪地区周辺の被害が比較的少なかったことや、国道116号の旧区間（現在の市道曽和インター信濃町線、西大通り）の開通、新潟大学の移転などが大きく影響したともいえる。また、内野町の弥彦街道沿いの旧市街地では新たな開発が困難であるという事情もあった。
内野地区
1970年代からは、旧赤塚村域を含む内野西部でも住宅開発が進捗し「平和台団地」「中浜団地」をはじめとする大規模な住宅地が形成された。また2004年（平成16年）には内野駅西側に内野西が丘駅が開業。同駅を中心とした住宅地「パレットタウン西新潟」の開発が進められている。
赤塚地区
内野から西側の赤塚地区、内野から南西側の中野小屋地区は農村部で、幹線道路や河川に沿って集落が続いている。このうち中野小屋地区の越後赤塚駅周辺では1990年代以降、住宅開発が急速に進捗しており、同駅周辺と隣接するみずき野にある新潟国際情報大学を中心に大規模な住宅団地が形成されている。
赤塚地区の木山北側に位置する四ッ郷屋は、2005年の新潟市編入以前は巻町の町域であった。四ッ郷屋はかつて旧木山村の一部であったが、明治の大合併時に赤塚村となった他地区と分かれ、角田村の一部となった。昭和の大合併時に角田村が巻町と合併したため巻町の町域となったが、前述の経緯もあって、生活圏は現在に至るまで赤塚地区と一体となっている（但し旧巻地区であることから、現在も一部の行政業務が西蒲区の管轄下で行われている）。なお、旧巻町で2002年（平成14年）春に町村合併構想が頓挫した際には、四ッ郷屋単独で境界変更による新潟市への編入合併を望む声が上がったこともあった。

中野小屋地区
西川を中心に集落が広がる農村地帯。小見郷屋にある越後赤塚駅周辺に住宅地が広がる。
黒埼地区
2001年（平成13年）、新潟市に編入した黒埼地区の中心地は大野町。この大野町を中心とした市街地・集落が国道8号など幹線道路沿いと中ノ口川左岸側に続いている。また黒埼北部の寺地・立仏・山田では1970年代から大規模な住宅開発が進められ、坂井輪地区の平島・小針・小新などとほぼ一体の生活圏を構成している。黒埼地区にも山田などに、郊外型店舗の集積地がある。
北陸自動車道・鳥原バス停は、同自動車道で最も停車数の多いバス停であり、県外、そして市中心部への「足」として多く利用されている。下り車線側は、新潟市のパークアンドライドとして駐車場（駐車台数400台）駐輪場等が整備されている。
新潟西バイパスの全線開通以降、同バイパスのインターチェンジ周辺では住宅地や商業地の開発が進められている。西バイパス・亀貝ICから小新ICに掛けての南側には県・市などにより開発が進められた流通センターがあり、市内外の企業が製造・販売・物流の拠点を置いている。
地区西部の板井では「みどりと森の運動公園」が建設された。旧黒埼町が新潟市に編入する際、市の合併建設計画によって整備されたもので、2011年（平成23年）7月2日に竣工した。

### 住居表示
住居表示は坂井輪地区の多くと内野地区の一部、赤塚地区のみずき野、黒埼地区のときめき等で実施されている（但し黒埼地区の住居表示はいずれも虫食い状で、完全なものではない）。中野小屋地区で住居表示を実施している地域はない。また前出の流通センターは旧黒埼町との市町境上にある上、開発時期によって複数の地名が混在しており（流通センター、流通、緒立流通、的場流通など）、非常に煩雑になっている。
また、区内には「大野」という地名が2箇所存在する。坂井輪地区西側には大野（おおの）が、黒埼地区中心部には大野町（おおのまち）がある（大野町は、黒埼町編入前は全く同一の「大野」であったが、2001年（平成13年）に編入した際、混同を避けるため町名整理を行い改称した）。同一区内に類似した地名が存在するため、特に土地鑑のない他市町村の住民は混同しやすいといわれている。ただ通常新潟市周辺では単に「大野」と言った場合、後者の大野町を指す事が多い。また大野町方面に至る新潟交通の路線バスの行先・経由地も単に「大野」と表示されている。なお2010年（平成22年）1月現在、双方とも住居表示は実施されていない。

### 公園

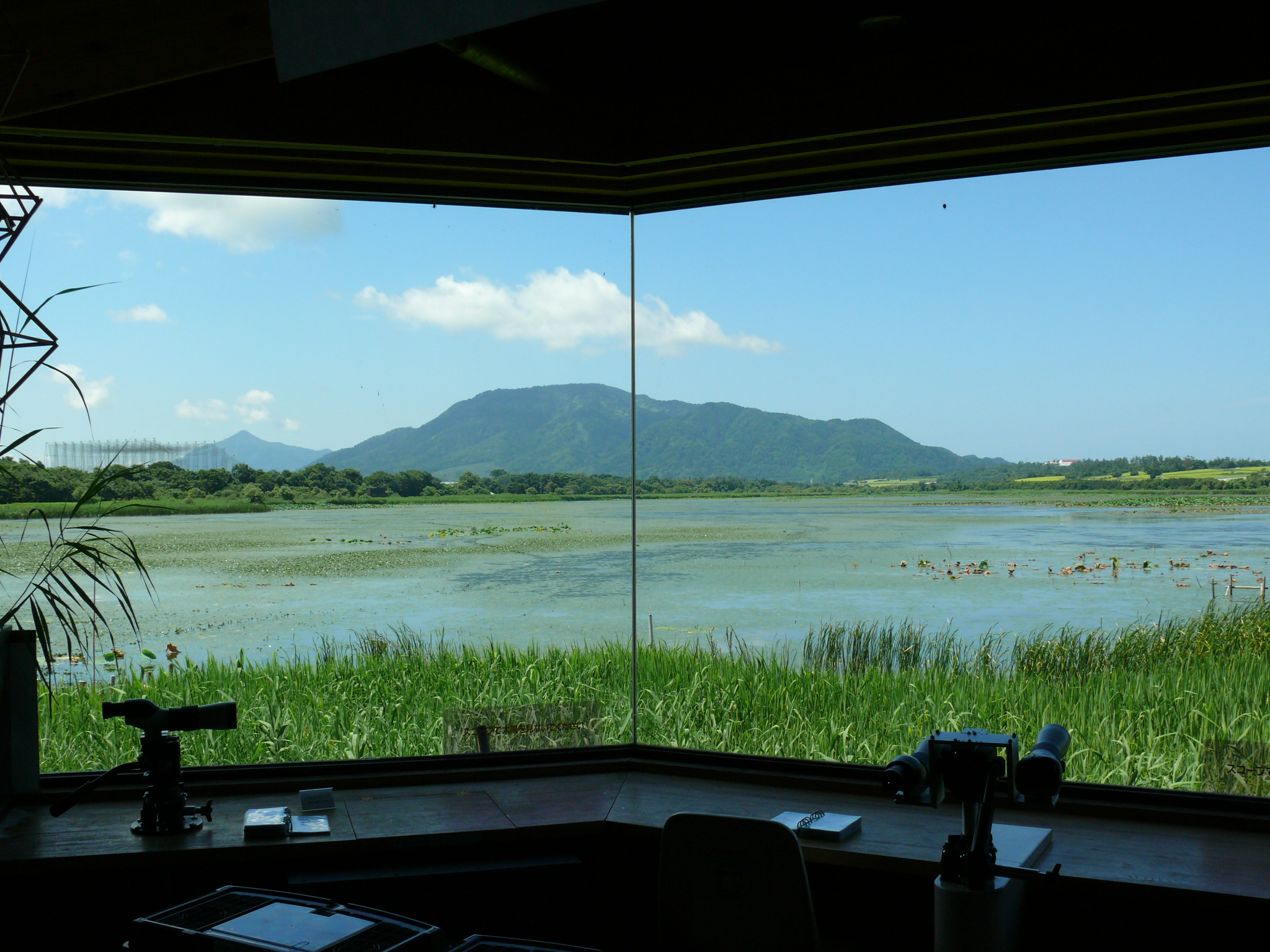
佐潟

公園
- 青山海浜公園
- 青山水道遊園
- きらら西公園
- 佐潟公園
- 寺尾中央公園（新潟遊園跡地）
- 的場史跡公園
- みどりと森の運動公園
- 宮のもり・木場城公園
- 山田河川敷公園

海水浴場
- 青山海岸海水浴場
- 内野浜海水浴場

## 歴史
昭和の大合併

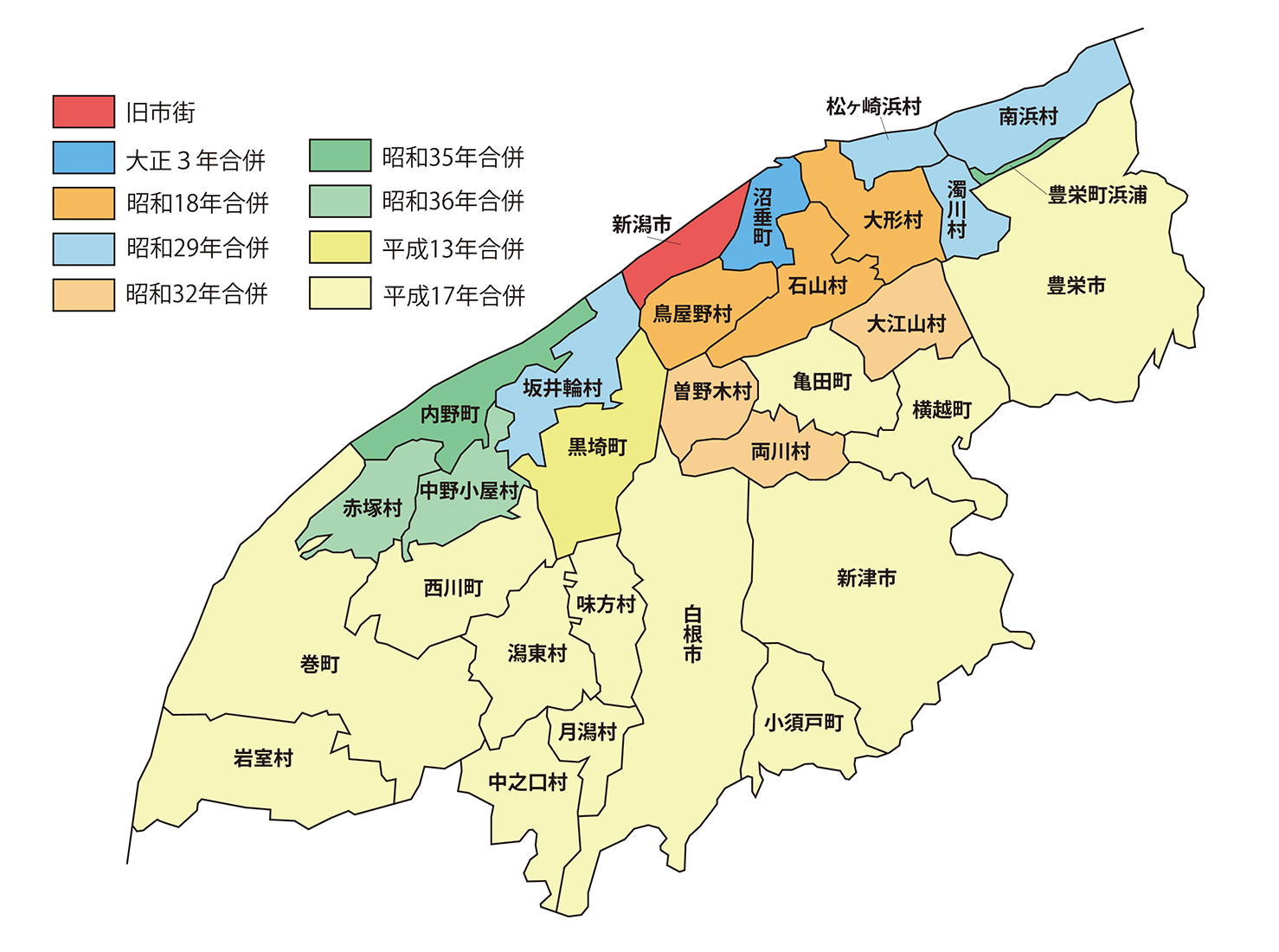
市制施行から現在までの合併の経緯

- 1954年（昭和29年） - 坂井輪村が新潟市に編入。
- 1960年（昭和35年） - 内野町が新潟市に編入。
- 1961年（昭和36年） - 中野小屋村・赤塚村が新潟市に編入

内野町を核として、中野小屋村・赤塚村との3町村で1自治体という方針だったが、内野町五十嵐地区住民が町を割ってでも新潟市編入を希望したこともあり、内野町が新潟市編入へ方針転換、残る中野小屋村・赤塚村も新潟市に編入することとなった。
政令市移行前
- 2001年（平成13年）1月1日 - 黒埼町を新潟市に編入。
- 2005年（平成17年）12月22日-23日 - 新潟大停電。

政令市移行後
- 2007年（平成19年）4月1日 - 新潟市の政令指定都市移行に伴い西区が設置された。

## 人口
- 2010年　162,833
- 2015年　162,911

## 行政機関

### 市の機関
- 新潟市西区役所（本館：寺尾東三丁目、分館：寺尾上三丁目）
区役所庁舎は2つに分かれており、県道16号を挟んで南側の庁舎が本館（区民生活課、健康福祉課、坂井輪健康センター等）、北側の庁舎が分館（政策企画課、税務課、建設課、農政商工課、総務課）となっている。
  - 西出張所（内野町）

西出張所は内野町の中心部にある。こちらも庁舎が2つに分かれており、内野駅の東側にあるのが本庁舎（地域係、市民係、厚生係）、西側にあるのが分庁舎（西健康センター）となっている。
  - 黒埼出張所（大野町）
  - 黒埼行政サービスコーナー（ときめき西四丁目）
  - 赤塚連絡所（赤塚）
  - 中野小屋連絡所（中野小屋）
- 新潟市文化財センター（木場）

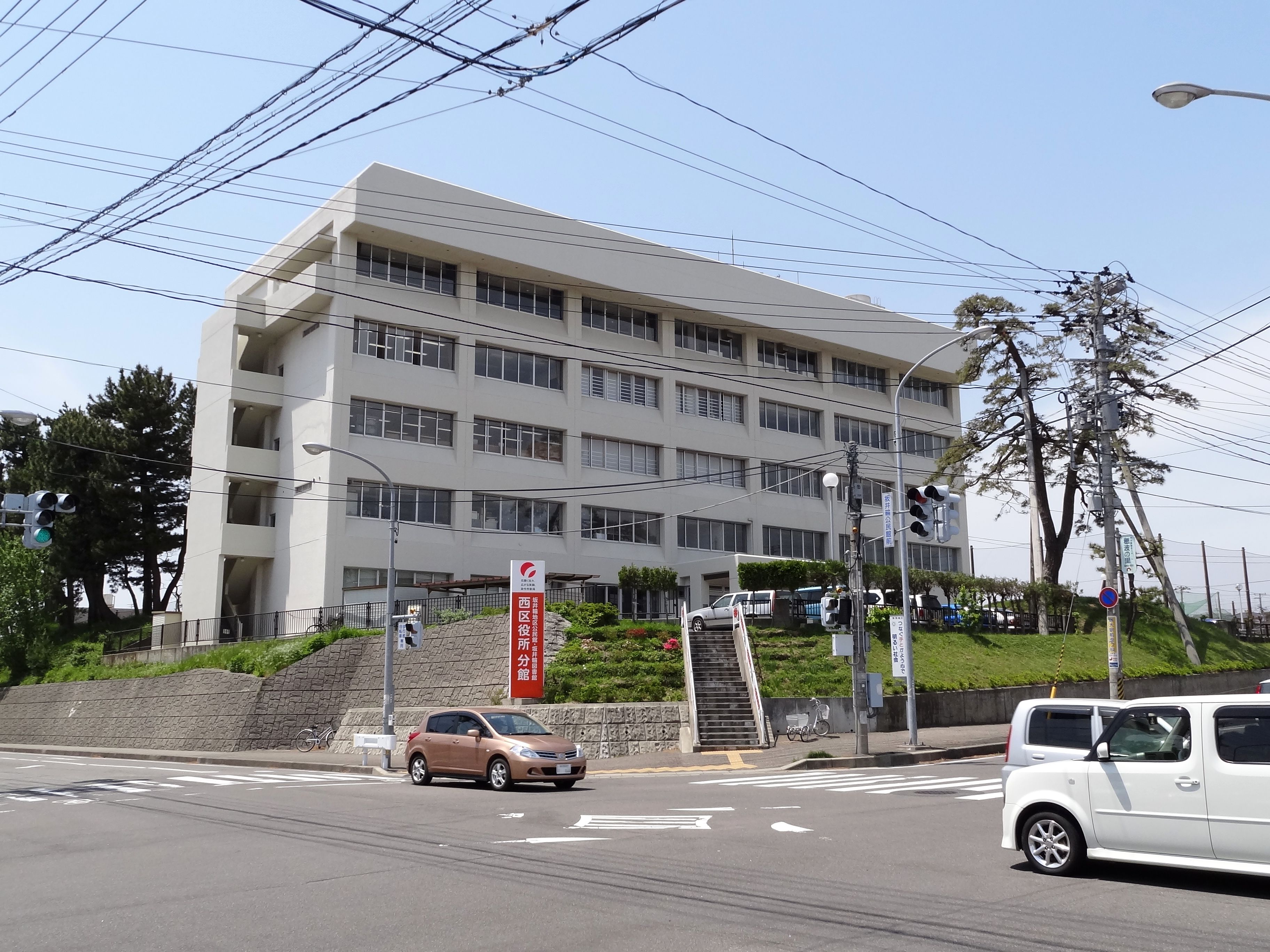
西区役所分館
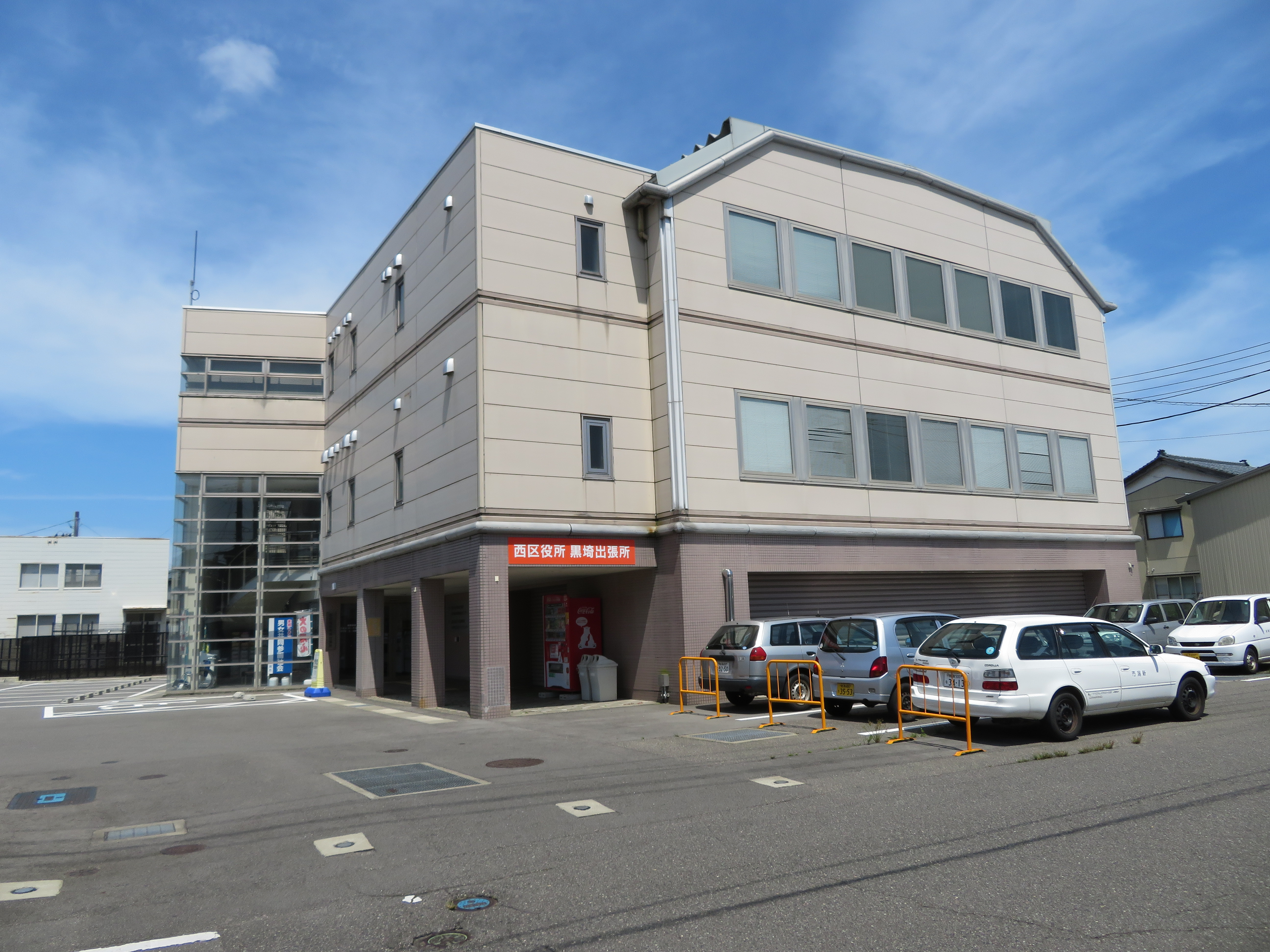
黒埼出張所

### 県の機関
- 新潟県警察学校（小新西二丁目）
- 新潟県消防学校（曽和）
- 新潟県立教育センター

### 国の機関
- 国土交通省
  - 北陸地方整備局
    - 北陸技術事務所（山田）
    - 　新潟国道事務所　黒埼維持出張所（善久）

## 経済
区北部が住宅地であるのに対し、住宅地区南部の大部分は水田で、農業が盛んである。その一方で製造品出荷額は新潟市8区の中で最も低く、工業分野の活性化が大きな課題となっている。

### 第一次産業
農業
農地の大部分は水田だが、砂丘地の内野地区西部や赤塚地区ではダイコンやスイカ、タバコの栽培が盛んである。また、黒埼地区西部の木場、黒鳥、板井、小平方は新潟県内有数の枝豆の産地で、「くろさき茶豆」は地区の名産品として首都圏など全国各地へ出荷されている。
- 区内の農業協同組合管轄
  - 新潟みらい農業協同組合（坂井輪・内野・赤塚・中野小屋地区）
  - 越後中央農業協同組合（黒埼・四ツ郷屋地区（角田支店管内））

漁業
- 五十嵐新川漁港

### 第二次産業
製造業
黒埼地区はかつてガラス加工が盛んに行われ、豆電球の筐体などが造られていた。1960年代以降、中国製品に押されて生産高が伸び悩んだ事から「ガラス細工の技術力を活かした、付加価値の高い製品を」と砂時計の製造が盛んになった。現在、地区内で砂時計を生産しているのは大野町の「ワタトラ製作所」1社のみだが、具体的な数値こそ不明であるものの、全国有数の生産高を有する。
- 区内に拠点を置く主な企業
  - デビフペット 本社工場（鳥原）ペットフード
  - 樋木酒造（内野町）日本酒

### 第三次産業
- 区内に拠点を置く主な企業
  - 新潟日報社 黒埼本社（善久）新聞社

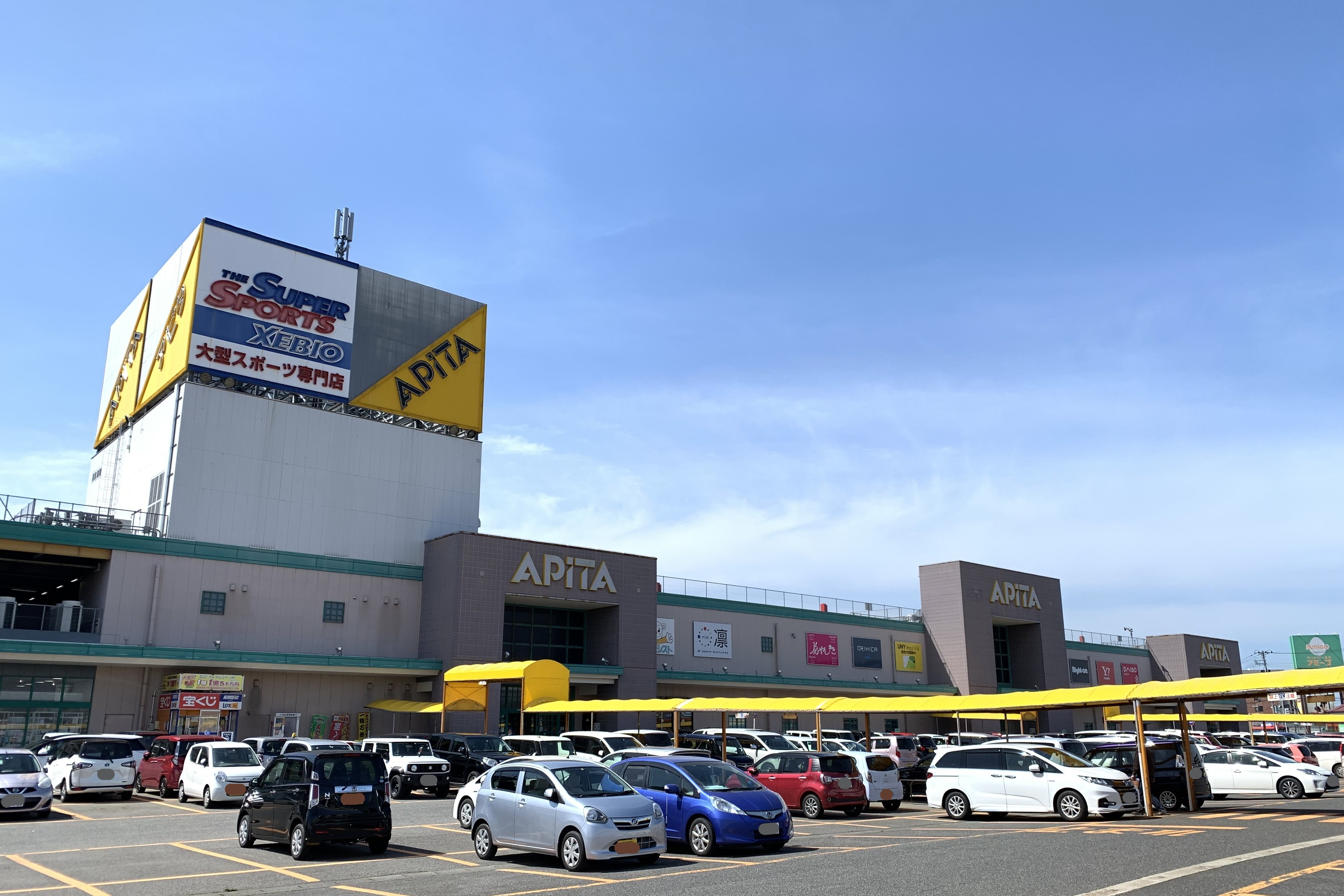
アピタ新潟西店（2020年3月）

  - トップカルチャー本社（小針）レンタル・販売
  - ひらせいホームセンター本社（寺尾台）小売業

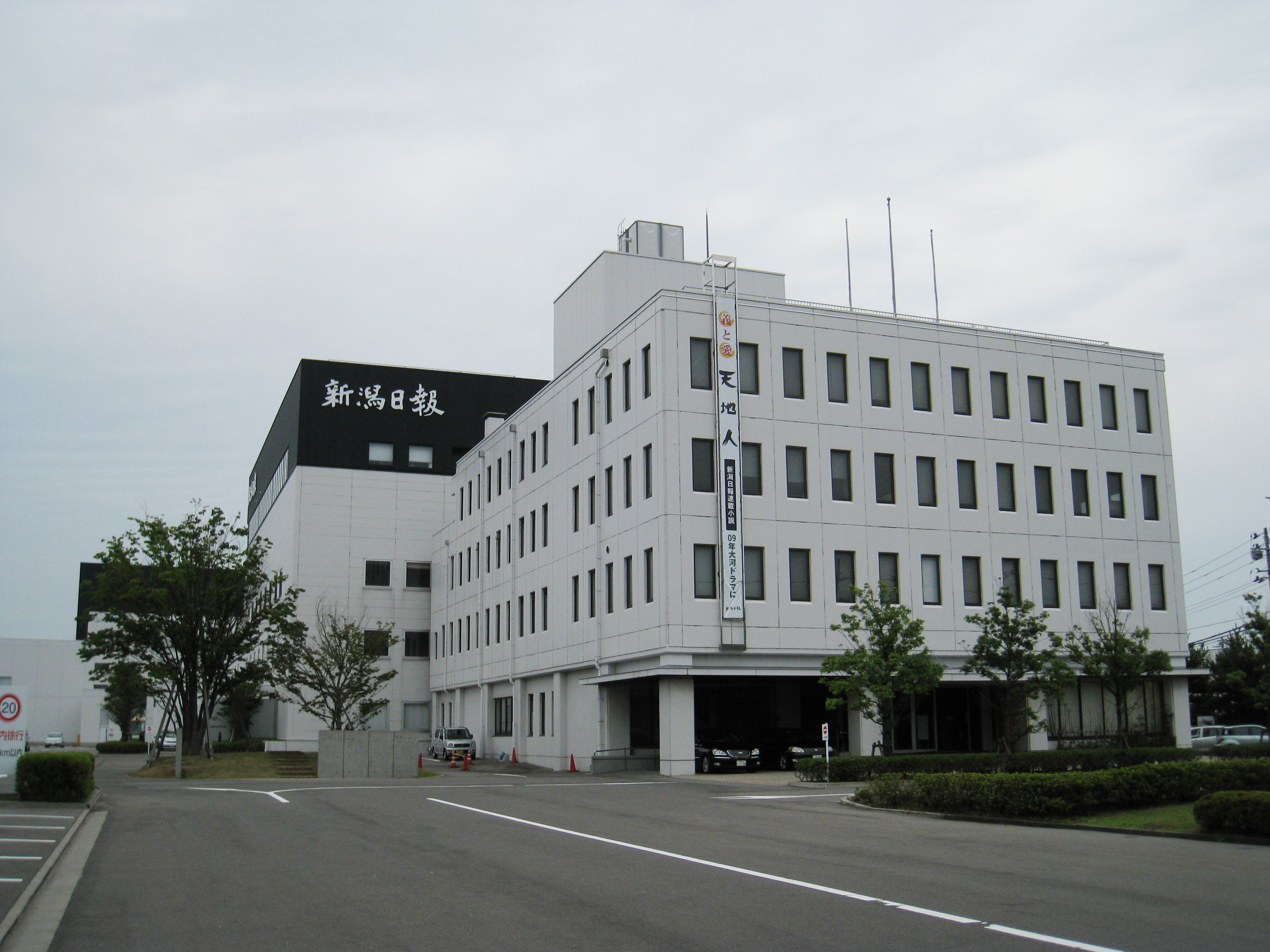
新潟日報黒崎本社

  - 新潟日報黒崎本社三宝（鳥原）飲食店チェーン

## 治安

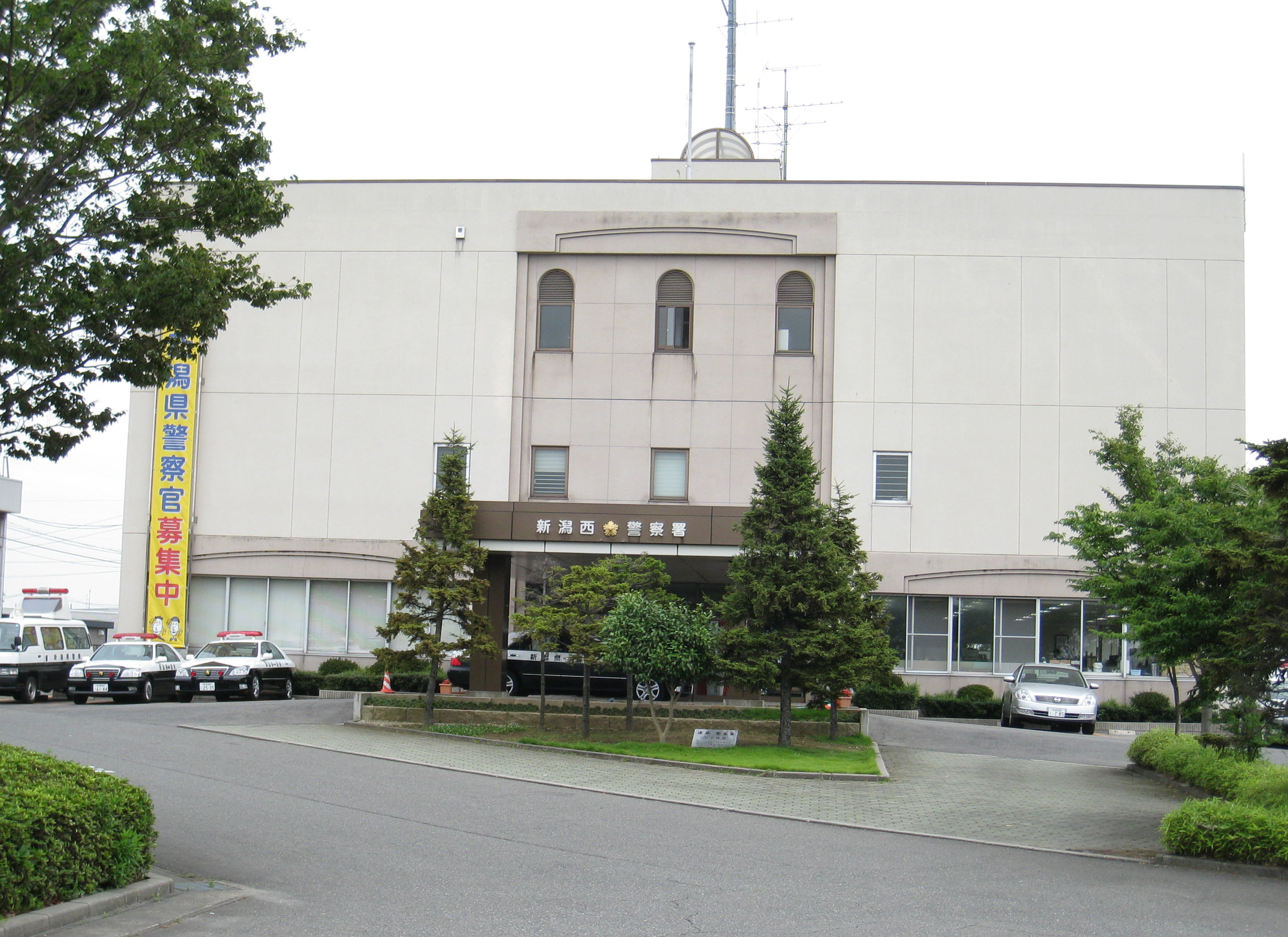
新潟西警察署

- 新潟県警察
  - 機動捜査隊（坂井砂山四丁目）
  - 新潟西警察署（小新）
    - 黒埼交番（大野町）
    - 内野駅前交番（内野町）
    - 西小針交番（小針が丘）
    - 寺尾交番（寺尾東三丁目）
    - 浦山交番（浦山四丁目）
    - 五十嵐交番（五十嵐一の町）
    - 小新交番（小新四丁目）
    - 赤塚駐在所（赤塚）
    - 中野小屋駐在所（中野小屋）
    - 木場駐在所（金巻）

## 防災
- 新潟市西消防署（槇尾）
  - 寺尾出張所（寺尾上三丁目）
  - 小針出張所（小針二丁目）
  - 赤塚出張所（木山）
  - 黒埼出張所（大野町）

## 社会基盤
- 東北電力（電気）
- 北陸ガス（都市ガス）

### 郵便

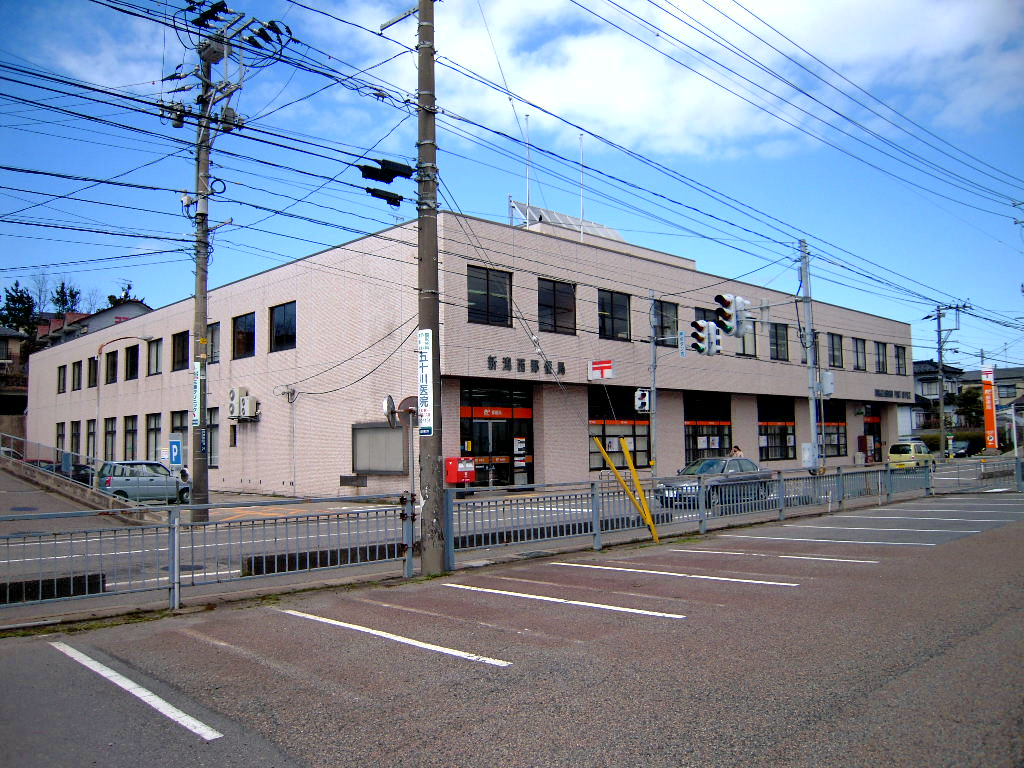
新潟西郵便局

- 新潟西郵便局（集配局・ゆうゆう窓口あり）
  - 浦山郵便局
  - 新潟大学前郵便局
  - 坂井輪郵便局
  - 寺尾台郵便局
  - 上新栄町郵便局
  - 小針南郵便局
  - 小針郵便局
  - 真砂郵便局
  - 赤塚郵便局
  - 新潟大野郵便局
  - 中野小屋郵便局
  - 青山郵便局
  - 五十嵐中島郵便局
  - 内野町郵便局
  - 新中浜簡易郵便局
  - 内野五十嵐簡易郵便局
  - 坂井中簡易郵便局
  - 四ッ郷屋簡易郵便局
  - 五十嵐一ノ町簡易郵便局
  - 新潟流通センター簡易郵便局
- 大野町郵便局（集配局・ゆうゆう窓口なし）
  - 立仏簡易郵便局
  - 木場簡易郵便局

赤塚・四ッ郷屋地区の郵便物集配業務は2006年（平成18年）9月まで赤塚局が行っていたが、合理化により新潟西局の集配区域となった。また大野町局は黒埼地区の他、江南区曽野木地区の集配業務も行っている。

### 水道
- 新潟市水道局
  - 青山浄水場（青山水道）
  - 内野配水場（五十嵐二の町）
- 新潟市下水道部
  - 新潟市西部地域下水道事務所（西出張所本庁舎内）

### 清掃
- 新潟市環境部
  - 新潟市西清掃センター（小新）
  - 新潟市新田清掃センター（笠木）
  - 新潟市赤塚処分地（赤塚）
  - 新潟市第二小平方埋立処分地（小平方）
  - 新潟市青山斎場（青山）

新田清掃センターは1986年（昭和61年）竣工。2000年（平成12年）7月には排熱を利用した温浴施設「新潟市ふれあい健康センター」（アクアパークにいがた）が開設された。しかし新田清掃センターは開設から20年を経過し、処理量増加に加え焼却施設の老朽化も進んでおり、現在市では新施設の整備計画を進めている。また青山斎場は旧市域の火葬事務を行っている。なお四ッ郷屋地区の環境衛生事務は、西蒲区の鎧潟クリーンセンター、巻し尿処理場で行われている。

## 医療
区内の主な病院は下記の通り。
- 国立病院機構西新潟中央病院（真砂一丁目）
- 新潟信愛病院（上新栄町一丁目）
- 聖園病院（青山七丁目）
- JA新潟県厚生連 新潟医療センター（旧・こばり病院）（小針三丁目、救急指定病院）
- 信楽園病院（新通南三丁目、救急指定病院）
- 新潟脳外科病院（山田、救急指定病院）
- 済生会新潟病院（寺地、救急指定病院・地域医療支援病院・臨床研修病院）

## 教育

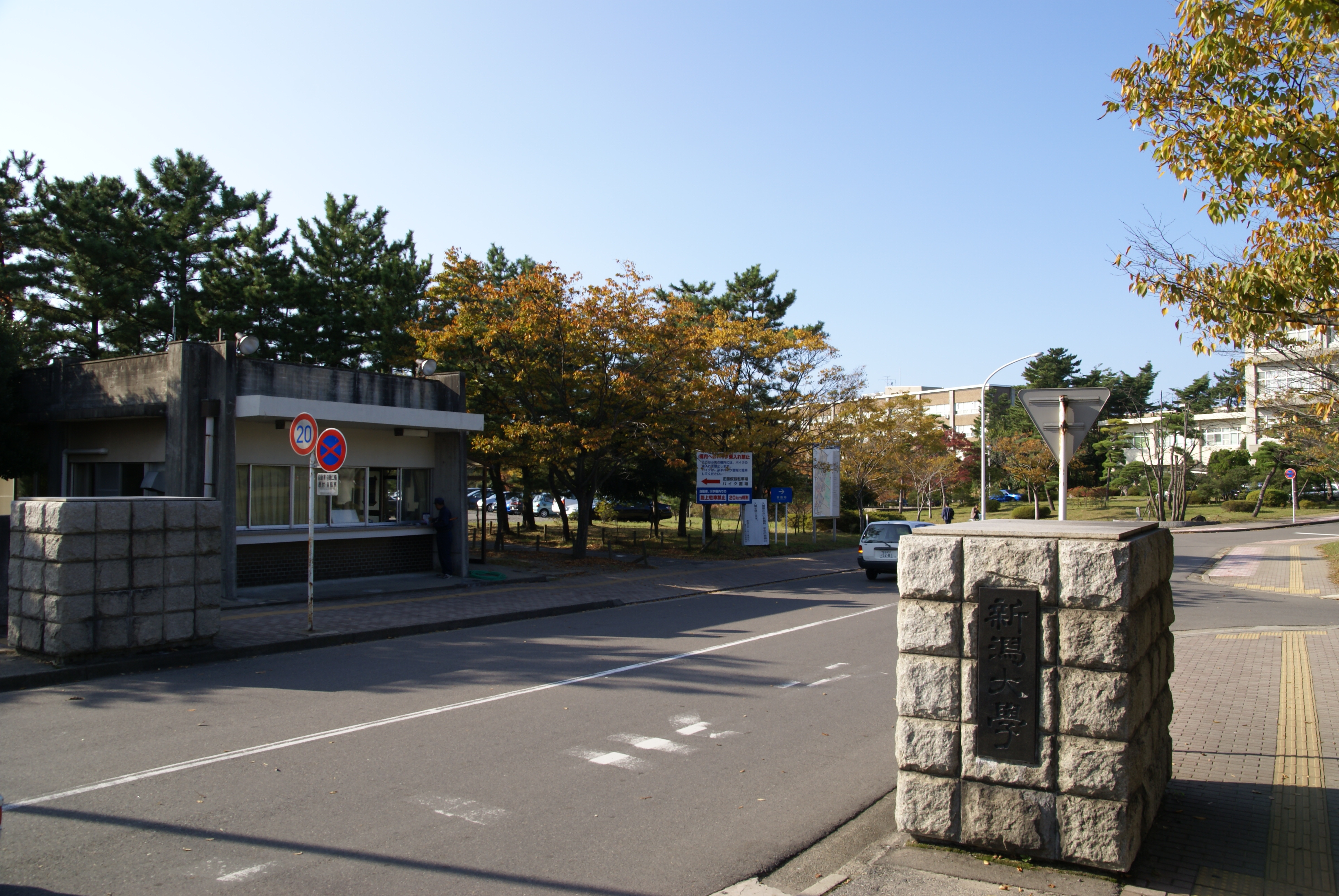
新潟大学旧正門

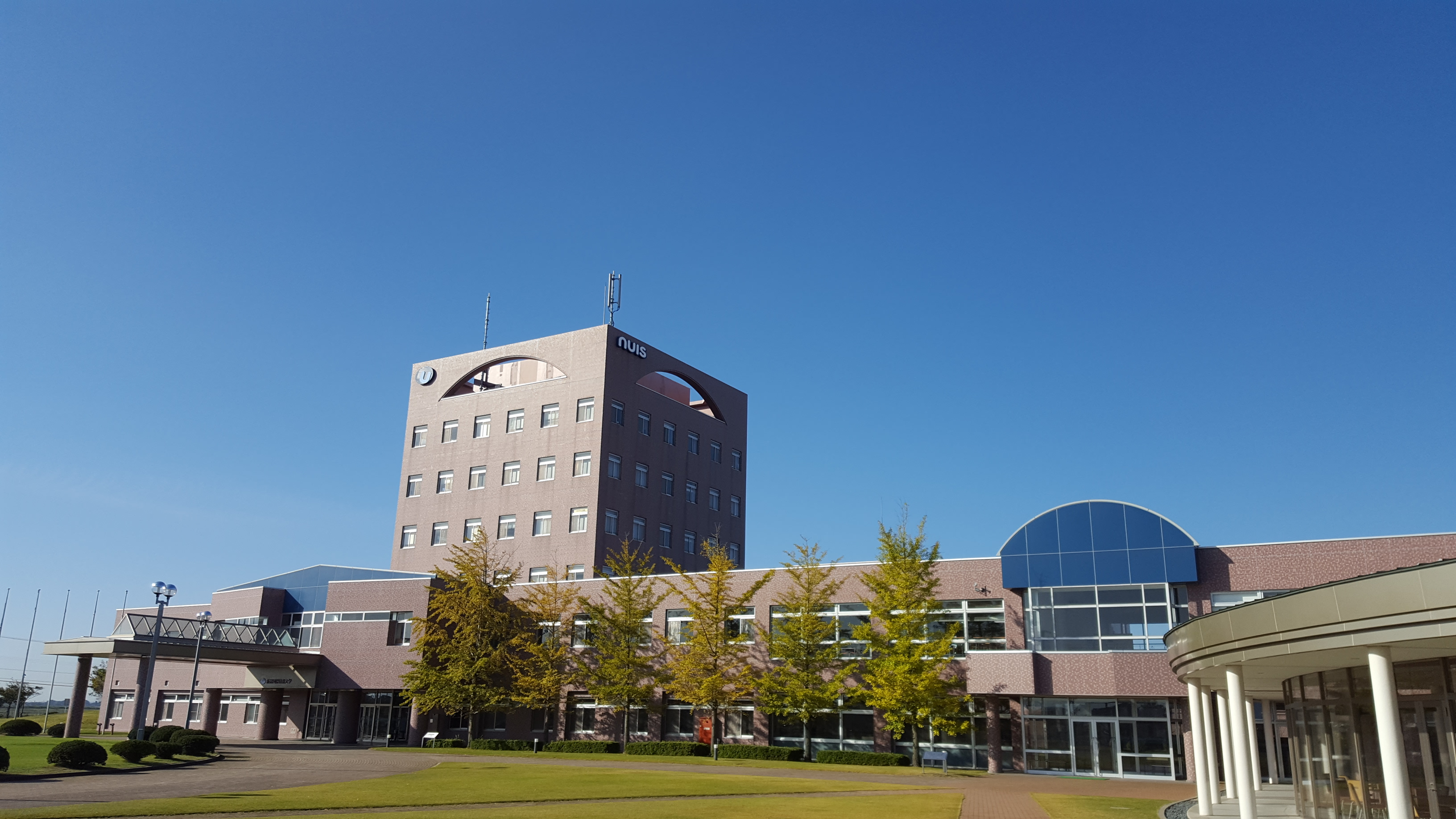
新潟国際情報大学 本校 みずき野キャンパス

### 学校教育
大学
- 新潟大学 五十嵐キャンパス
- 新潟国際情報大学 本校 みずき野キャンパス
- 明倫短期大学
- 新潟工業短期大学

高等学校
- 新潟県立新潟工業高等学校
- 新潟清心女子高等学校(※中学校も併設している。)
- 日本文理高等学校
- 新潟県立新潟西高等学校
- 新潟県立新潟翠江高等学校

中学校
- 新潟清心女子中学校(※高等学校も併設している。)

小学校

### 社会教育
美術館
- 雪梁舎美術館

## 文化・スポーツ
文化施設
- 黒埼市民会館 - 合併建設計画により建設され、2006年4月オープン[5]。

運動施設
- 新潟市西総合スポーツセンター - 旧県園芸試験場跡地に建設され、1989年7月オープン[6][7]。
- 新潟市小針野球場
- 新潟市黒埼地区総合体育館

## 観光

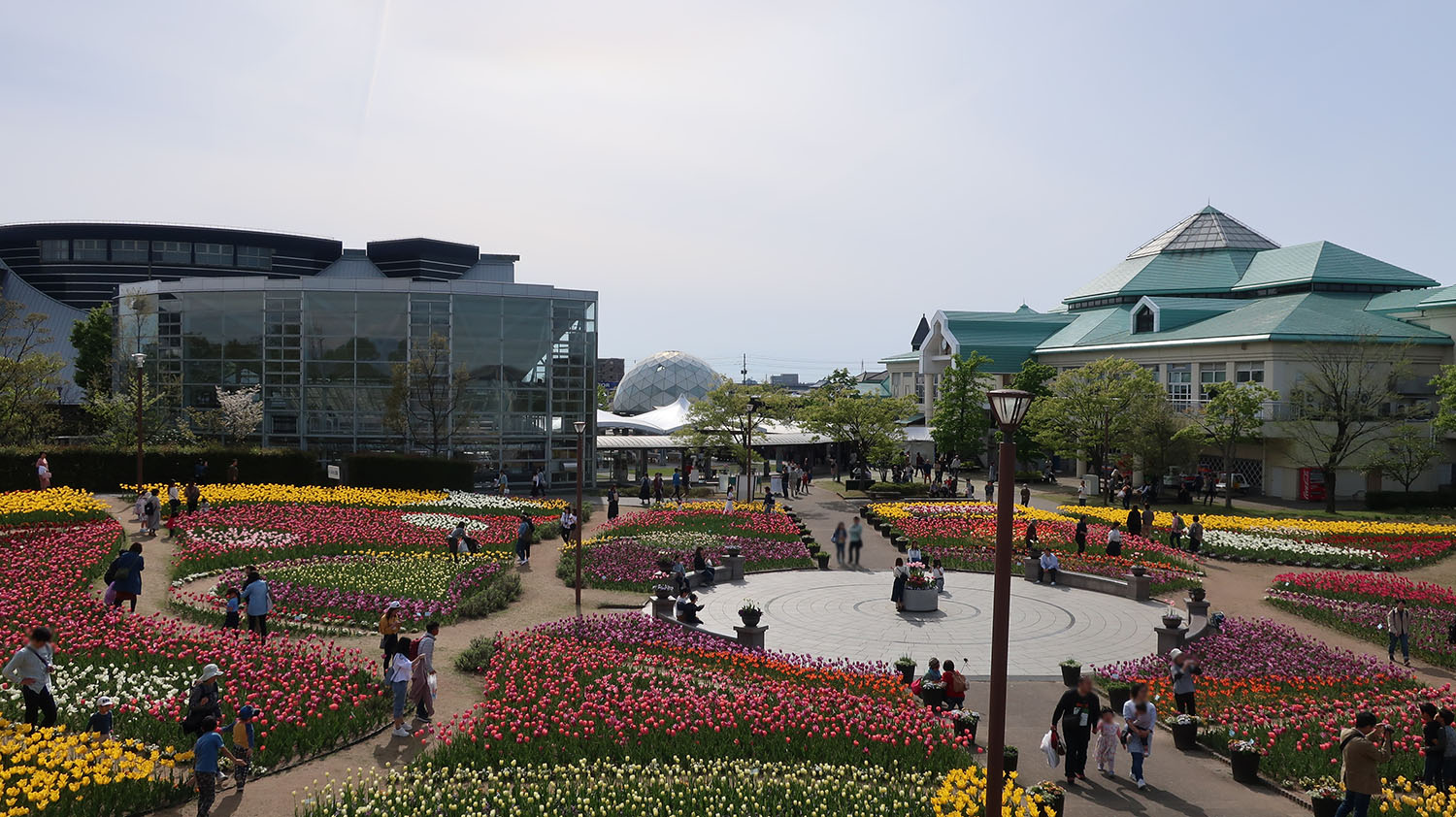
新潟ふるさと村

- 黒埼まつり
- 日本海夕日コンサート
- 道の駅新潟ふるさと村
- 緒立温泉
- 焼鮒は越後七不思議の1つ。
- 佐潟（ラムサール条約登録湿地）

## 交通

### 鉄道
東日本旅客鉄道（JR東日本）
上越新幹線
※区内の沿線には駅はないが黒埼地区を通過している。
越後線
青山駅 - 小針駅 - 寺尾駅 - 新潟大学前駅 - 内野駅 - 内野西が丘駅 - 越後赤塚駅
越後線の新潟 - 内野間では通勤・通学需要が多いため、普通列車が昼間20分間隔のパターンダイヤで運行されている。内野から先、吉田駅までの間は概ね50-70分間隔で運行されている。
かつて区東部（坂井輪地区東部から黒埼地区にかけて）には新潟交通電車線が通っていたが、1999年（平成11年）に廃止された。
板井駅 - 木場駅 - 新大野駅 - 黒埼中学前駅 - 越後大野駅 - 焼鮒駅 - ときめき駅 - 寺地駅 - 平島駅 - 東青山駅

### バス

#### 一般路線バス
西区内を発着する一般路線バスは、全て新潟交通と地域子会社の新潟交通観光バスにより運行されている。また区内の寺地には新潟交通の新潟西部営業所、中権寺には同社の内野営業所があり、市内路線バスの運行拠点となっている。
西区のうち、特に坂井輪・内野地区は新潟市の人口集積地で、且つ数多くの公共施設が所在することもあって市内中心部からのバス路線網が非常にきめ細かい。このうち旧国道116号（西大通り）を経由する「W2 西小針線」は概ね10分間隔で運行されており、また最終の便が24時台であるなど新潟交通を代表する主要路線となっている。また同線にはバス停設置型のバスロケーションシステムを内包する都市新バスシステムが1984年（昭和59年）に導入されており、主要バス停には接近表示器が取り付けられている。この他、坂井輪・内野地区には旧国道402号（産業道路）、県道16号（旧々116号）、市道大堀線（大堀幹線）を経由する路線が設けられており、JR越後線と共に区内・市内を結ぶ交通網を構築している。
また西区南東部、国道8号方面には坂井輪地区東部、黒埼地区を経由して南区の白根・味方・月潟方面に至る路線が設けられている。なお、区内を運行する新潟交通グループの路線バスのうち、区バス（後述）を除く全路線で「りゅーと」等のICカードが利用できる。
区内のイオン新潟青山ショッピングセンター隣に位置する「青山」バス停はBRT萬代橋ラインをはじめとする市内中心部方面の路線と西区内の路線との結節点となっており、乗り換え拠点として整備されている。
2019年8月現在では以下の路線が運行されている。なお、各路線の詳細は「新潟交通のバス路線一覧」を参照（下記路線番号からもリンク可能）。
- BRT 萬代橋ライン
- W1 有明線（産業道路経由）
- W2 西小針線（西大通り経由）
- W3 寺尾線（県道16号経由） ※一部便は「ダイレクト便」として萬代橋ライン直通
- W4 大堀線（大堀幹線経由） ※一部便は「ダイレクト便」として萬代橋ライン直通
- W5 小新線
- W6 千歳大橋線
- W7 大野・白根線（国道8号経由）
- W8 味方線（旧新潟交通電車線と並行）

- 青山・西部営業所周辺エリア その他の路線
  - 青山循環線
  - C20・C30・C31・S31系統（西部営業所発着便）

- 内野・大野エリア その他の路線
  - 黒鳥線
  - S72系統（鳥屋野潟南部と黒埼地区を結ぶ便）

#### コミュニティバス
- 新潟市西区区バス
- 新潟市西区住民バス

#### 高速バス

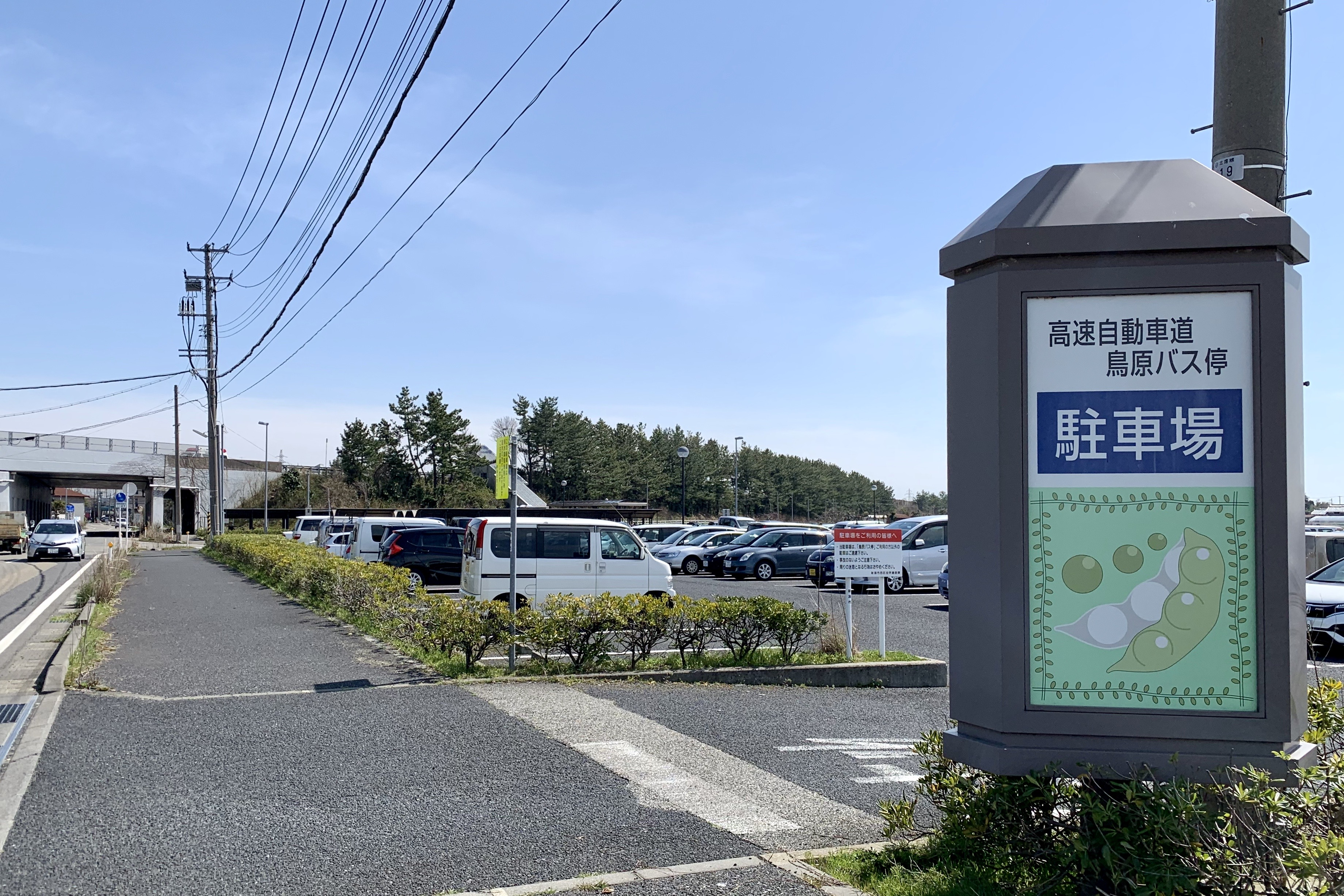
鳥原バスストップと無料のパークアンドライド駐車場

黒埼地区の鳥原（とっぱら）にある北陸自動車道の鳥原バスストップは新潟市中心部をはじめ、県内各方面や県外の主要都市を結ぶ高速バスが多数停車する。パークアンドライドの需要が高く、下り（新潟方面）停留所側には駐車場が設けられている。

### 道路

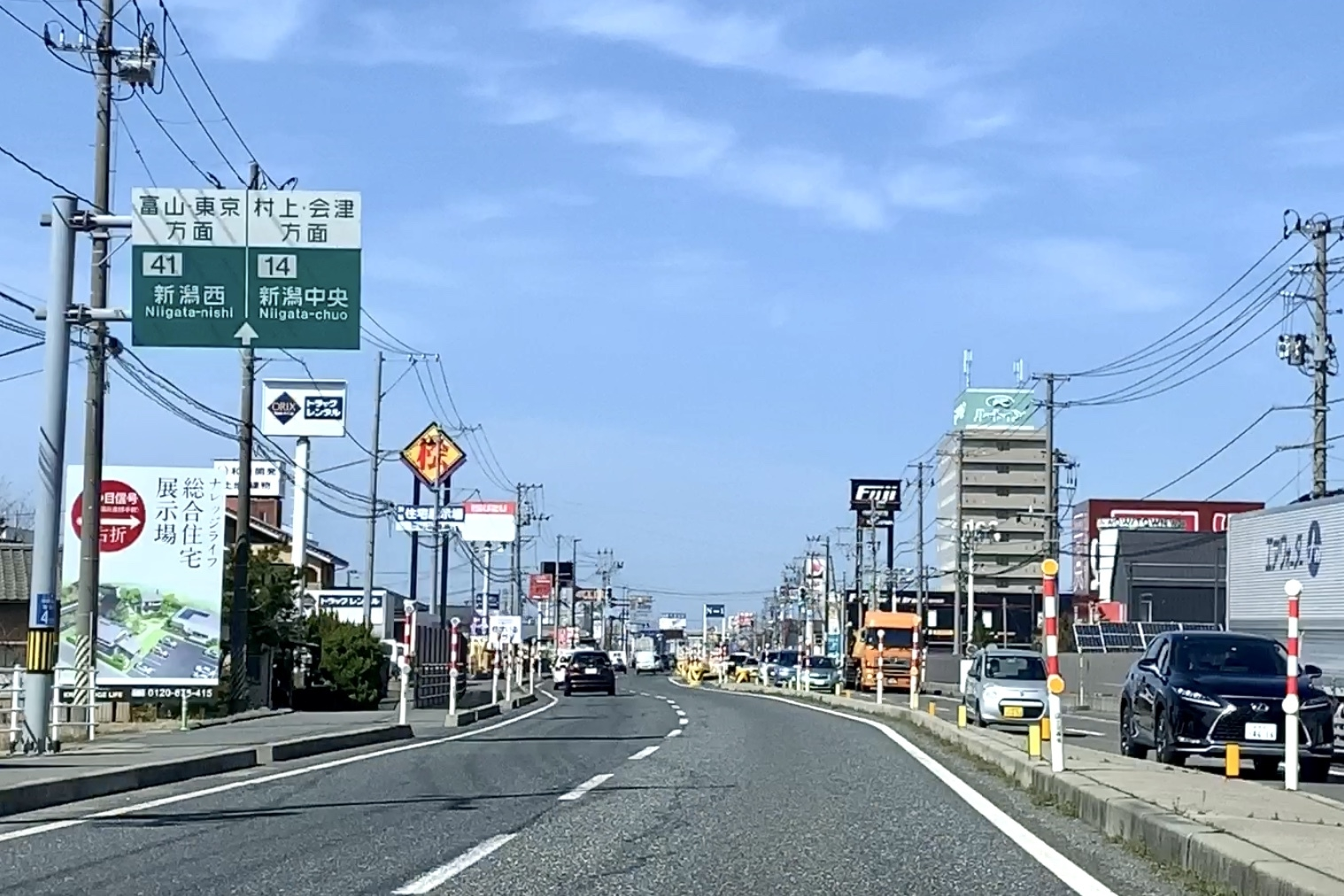
黒埼地区を南北に通る国道8号（善久）

#### 高速道路
- 北陸自動車道
  - 新潟西IC - 鳥原BS - 黒埼PA（スマートIC）

NEXCO東日本新潟支社（新潟県内と長野県内のNEXCO東日本管轄地域を管轄）が、かつてこの西区山田に所在していた（現在は中央区に移転）。
- 新潟西バイパス（国道116号（国道289号重複））
  - 黒埼IC - 新潟西IC - 小新IC - 亀貝IC - 新通IC - 高山IC（ハーフIC） - 曽和IC（起点）

#### 国道
- 国道8号
  - 国道17号（区内区間重複）
- 国道116号
  - 国道289号（区内区間重複）
- 国道402号（産業道路、新潟海岸バイパス=日本海夕日ライン）

#### 県道
| 主要地方道 - 新潟県道2号新潟寺泊線 - 新潟県道16号新潟亀田内野線 - 新潟県道42号新潟黒埼インター線 - 新潟県道44号新潟燕線 - 新潟県道46号新潟中央環状線 - 新潟県道140号内野停車場線 | その他の県道 - 新潟県道141号白根黒埼線 - 新潟県道168号越後赤塚停車場四ッ郷屋線 - 新潟県道325号黒埼新飯田線 - 新潟県道374号五千石巻新潟線 - 新潟県道382号寺尾停車場線 |

#### バイパス区間
- 新潟バイパス・新潟西バイパス（国道8号（国道17号重複）・国道116号（国道289号重複））
  - 黒埼IC - 新潟西IC - 小新IC - 亀貝IC - 新通IC - 高山IC（ハーフIC） - 曽和IC（起点）
- 国道8号大野道路改良
- 国道8号白根道路改良
- 新潟海岸バイパス

#### その他の主要道路
- 新潟市道曽和インター信濃町線（西大通り）
- 西蒲原広域農道

### 水運

#### 水上バス
信濃川ウォーターシャトルにより定期運航されている水上バス乗船場のうち、西区には道の駅新潟ふるさと村に併設する乗船場がある。
- 定期航路
  - みなとぴあ - 朱鷺メッセ - 萬代橋西詰 - 県庁前 - ふるさと村